# Place Émile-Mâle (Paris)
Pour les articles homonymes, voir Place Émile-Mâle.
La place Émile-Mâle est une voie située dans le quartier Saint-Victor du 5e arrondissement de Paris.

## Situation et accès
La place Émile-Mâle est desservie à proximité par la ligne 7 à la station Place Monge.

## Origine du nom
En 1978, un arrêté municipal prévoyait de nommer un espace de la rue de la Poterne-des-Peupliers du nom de l'historien et académicien Émile Mâle (1862-1954) avant d'être décidé sur son emplacement actuel en raison du lieu – au 11, rue de Navarre – où il vécut de 1900 à 1954.

## Historique
Cette petite place, dont la localisation définitive est décidée en 1981, est constituée de l'espace créé à la jonction de la rue des Arènes et de la rue de Navarre.

## Bâtiments remarquables et lieux de mémoire
- La place Émile-Mâle donne directement accès sur les arènes de Lutèce.